# Muuga (Harjumaa)
Muuga is een plaats in de Estlandse gemeente Viimsi, provincie Harjumaa. De plaats heeft de status van dorp (Estisch: küla).

## Bevolking
Het dorp had 581 inwoners op 31 december 2011 en 593 inwoners op 31 december 2021.

## De haven
De plaats mag relatief klein zijn, maar de haven van Muuga is de grootste haven voor vrachtverkeer in heel Estland. De haven ligt gedeeltelijk op het grondgebied van de gemeenten Maardu en Jõelähtme. Het havengebied beslaat een oppervlakte van 1248,8 hectare. De haven is toegankelijk voor schepen met een diepgang tot 18 meter en is goed voor 50% van het totale volume aan vracht in de regio Tallinn en ongeveer 40% van het volume aan vracht waarbij Estland als doorvoerland optreedt. De haven van Muuga is door goederenspoorlijnen verbonden met de haven van Miiduranna en het Estische spoorwegnet.
De secundaire weg Tugimaantee 94 verbindt Muuga met Maardu.

## Geschiedenis
Op de plaats van Muuga lag vroeger een dorp Naystenova (genoemd in 1314) of Naystenoya (genoemd in 1397). De naam Muuga duikt als Muncka voor het eerst op in 1689. Het is onduidelijk waar de naam vandaan komt. Munk betekent ‘monnik’, maar Muuga behoorde (anders dan Muuga in de gemeente Vinni) niet tot de bezittingen van het Piritaklooster. Muuga hoorde bij het landgoed van Maardu.

## Foto's

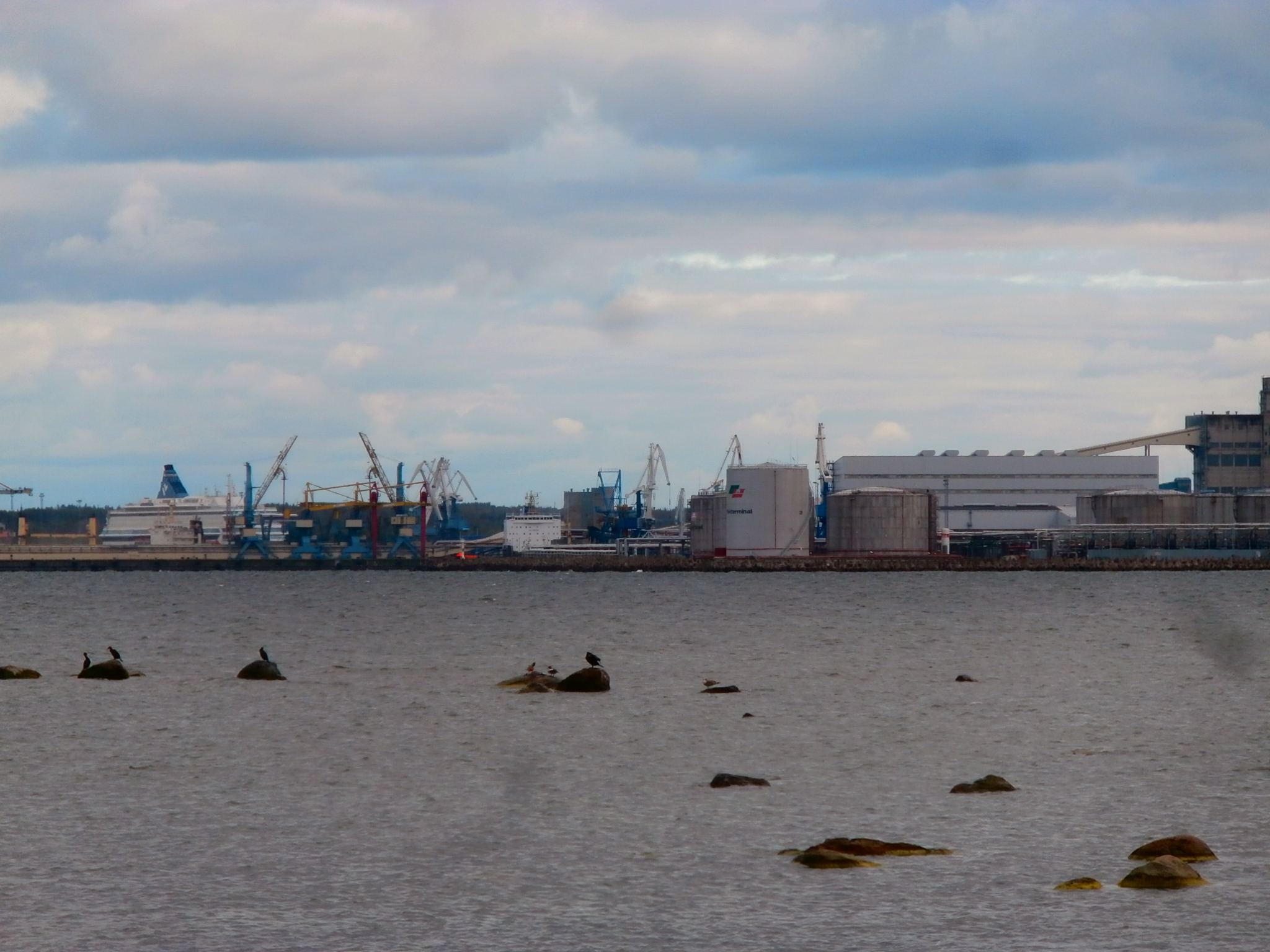
De haven van Muuga
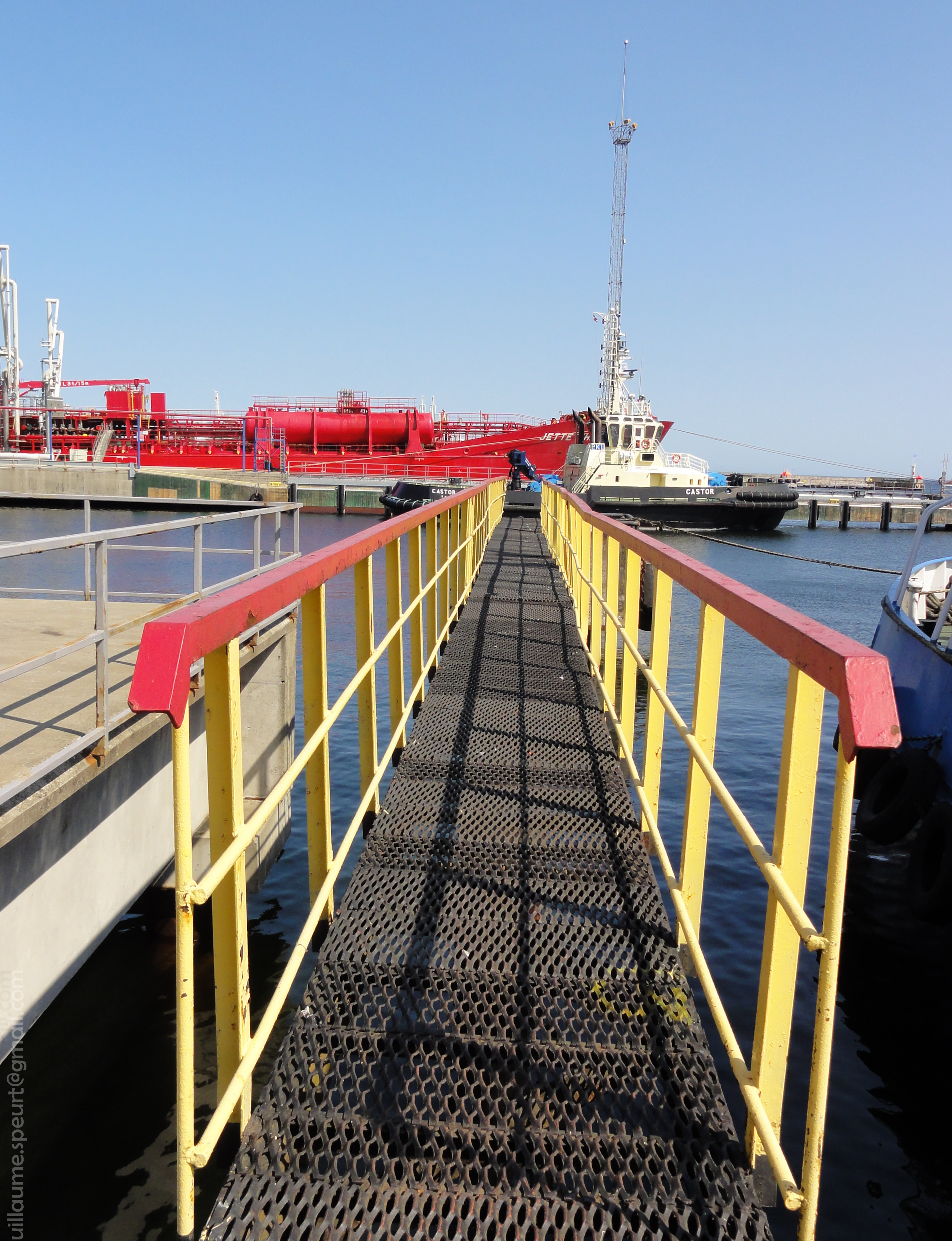
Loopplank
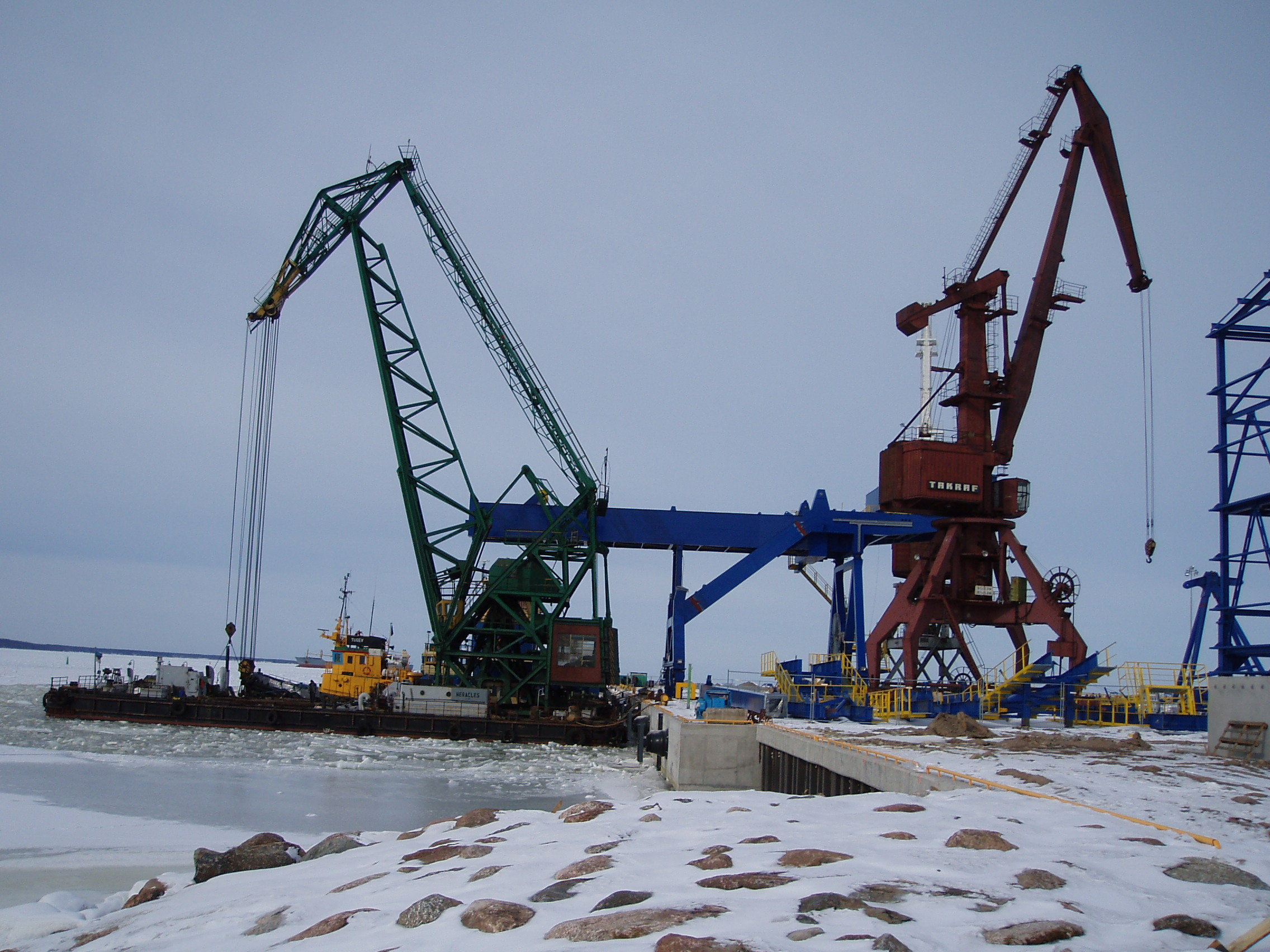
De kade
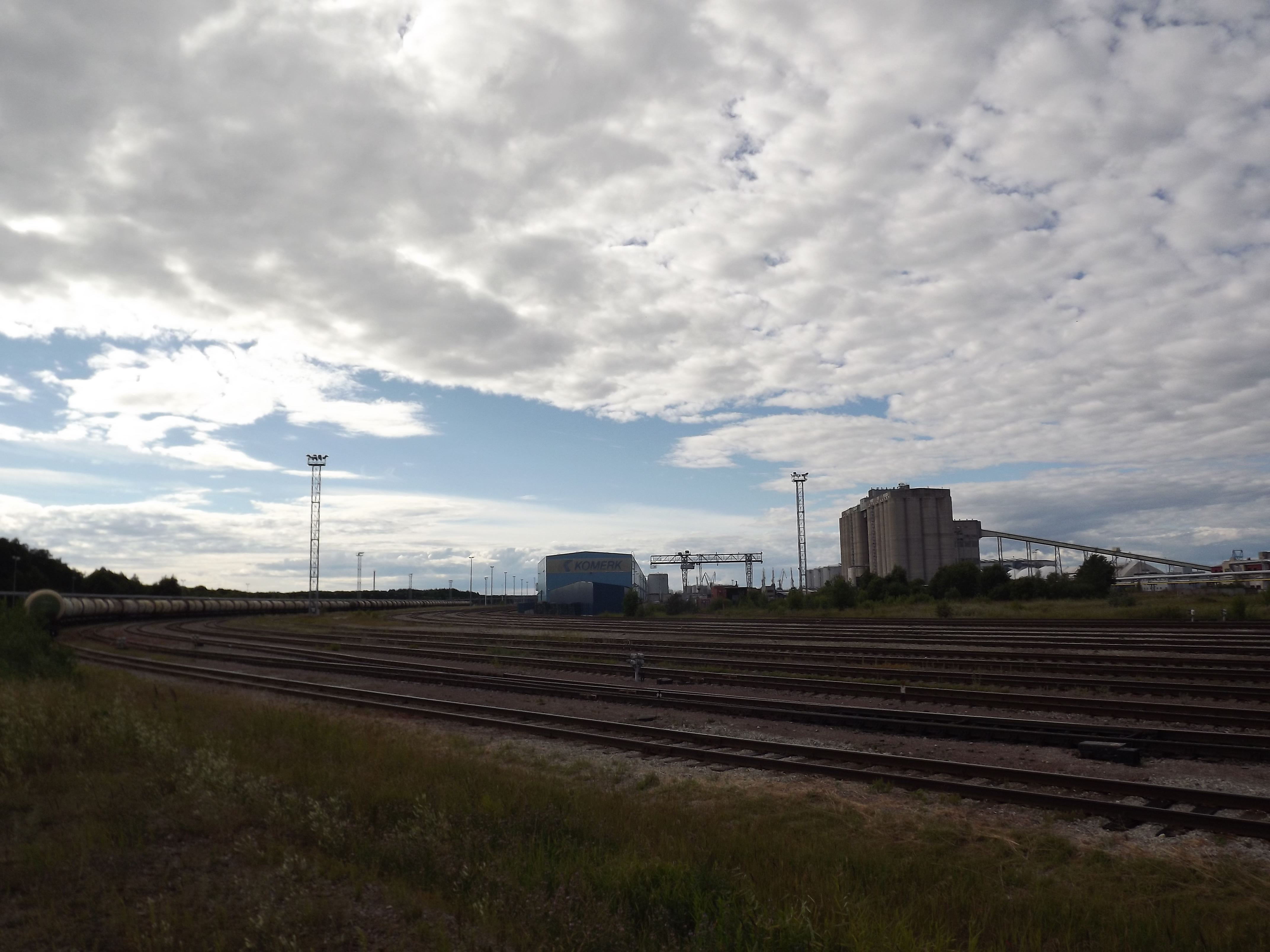
Spoorwegemplacement in Muuga
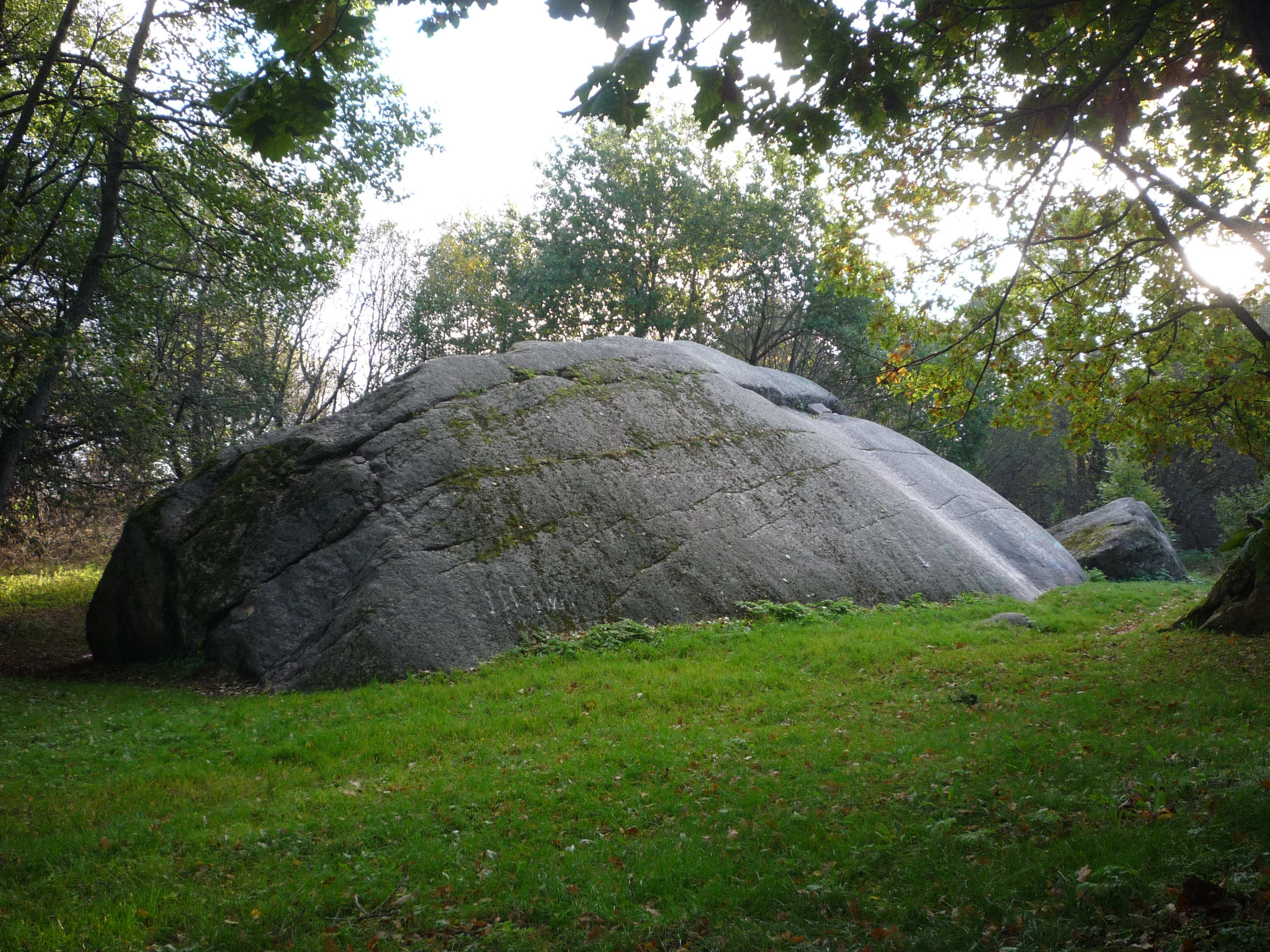
Kabelikivi, een zwerfkei
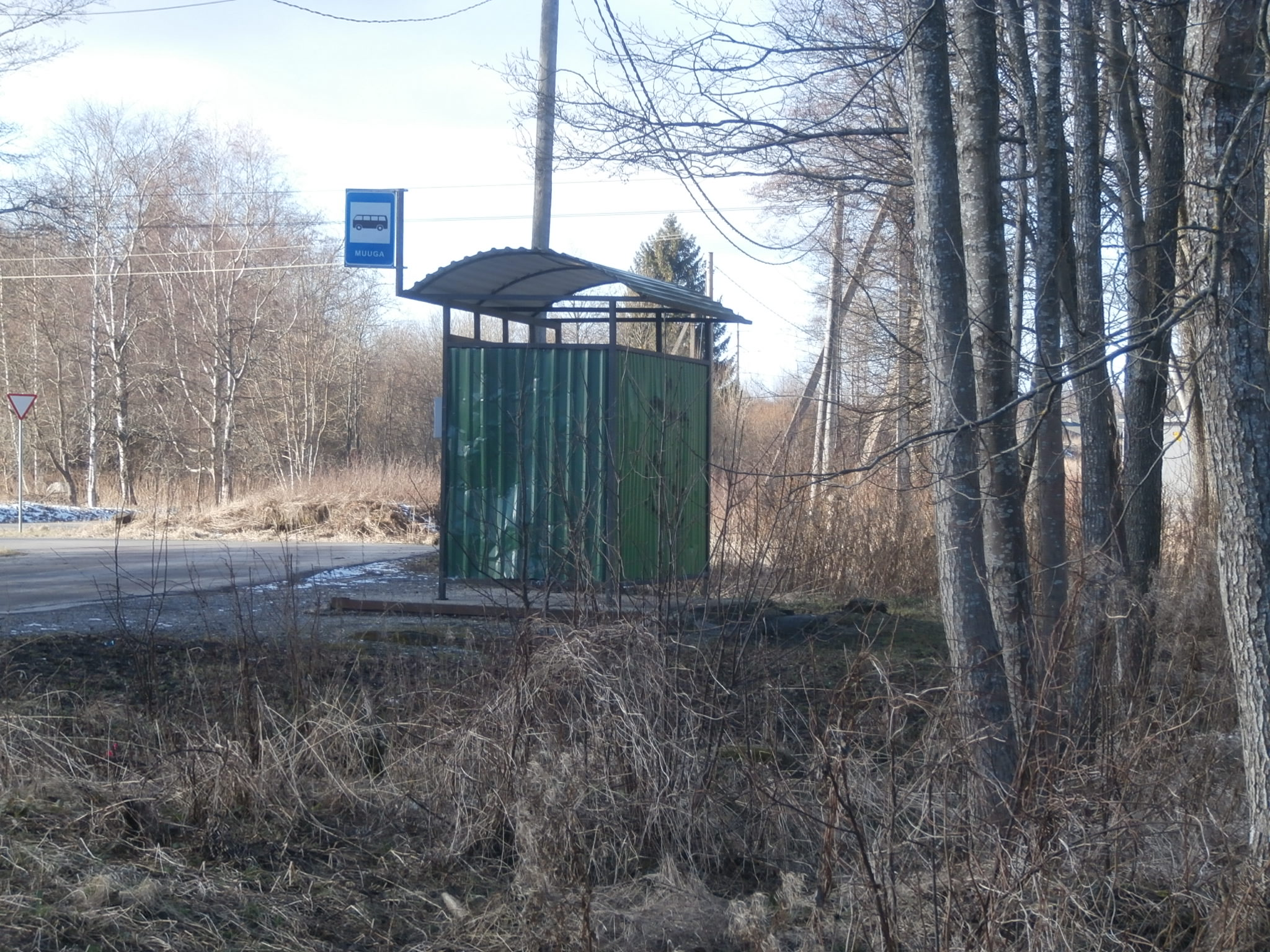
Bushalte